# حساس (سمك)
الحُسَاس أو الهِّفّ أو القُشْقُوش (الاسم العلمي Atherina)، جنس أسماك بحرية نهرية من فصيلة الحساسيات وتنتمي إلى رتبة الحساسات. أنواعه 5. يصل طولها إلى 15 سم. أعطانها المناطق المعتدلة الحرارة والمدارية، تنتشر في البحر الأبيض المتوسط والبحر الأسود وبحر آزوف وفي البحيرات ومصبات الأنهار، وفي تيارات لأمنخفضة لنهر دنيبر ونهر بوك الجنوبي ودنيستر والدانوب.

## السجل الأحفوري
هذه الأسماك عاشت من العصر الأيوسيني إلى الميوسين (من 55.8 إلى 11.608 مليون سنة مضت). عُثر على أحافير لها في كزخستان وإيطاليا.